# 박진영 (농구 선수)
박진영(2004년 5월 7일 ~ )은 대한민국의 농구 선수이다. 한국여자프로농구(WKBL) 부천 하나원큐 소속으로 포지션은 포워드이다.

## 경력
2022년 9월에 열린 2022-2023 WKBL 신입선수 선발회에서 1라운드 전체 2순위로 부천 하나원큐에 지명되었다.